# Сповивання

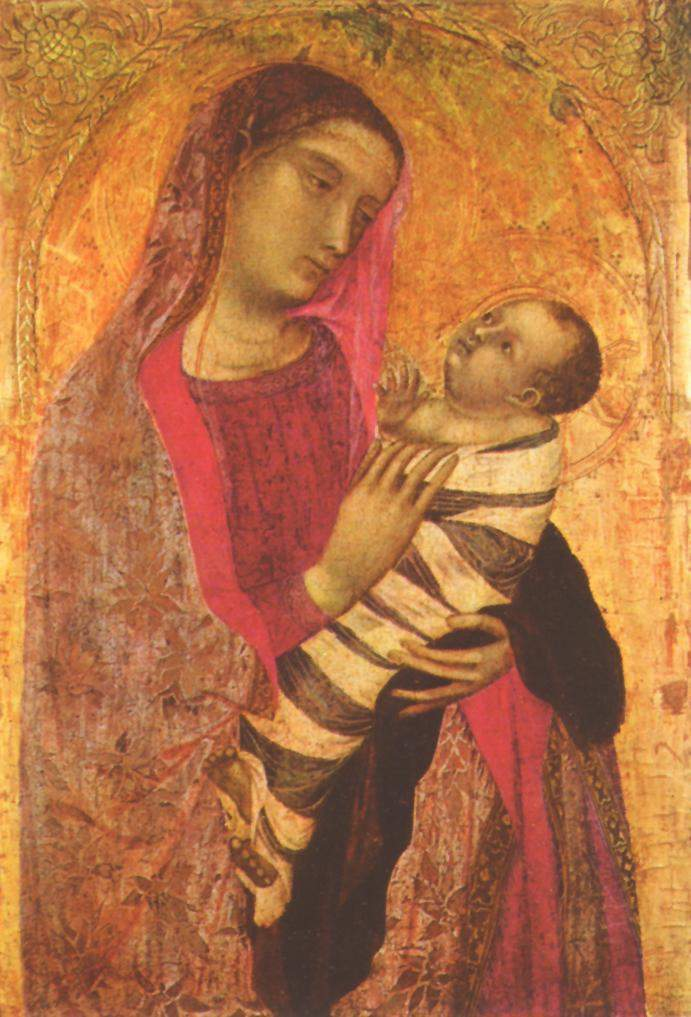
На картині Амброджо Лоренцетті «Мадонна з немовлям» (1319) зображено сповивання дитини в пелюшку матір'ю.

Сповивання (пеленання) — це давня практика сповивання малюків у ковдри або подібні тканини, щоб щільно обмежити рухи кінцівок (рук і ніжок). Поступово сповання почало втратчати популярність, починаючи з 17 століття.
У деякій мірі сповивання знову набирає популярності (у соціальних мережах "Інстаграм" і "Фейсбук" показано відео зі сповитими немовлятами, які швидше засинають і мають міцніший сон), хоча медики та психологи виступають проти сповивання через скутість рухів. Хоча сучасні медичні дослідження показують, що сповивання допомагає немовлятам розслабитися та не втомитися через втрату енергії, засинати та спати, а також допомагає утримувати дитину в положенні лежачи на спині, що знижує ризик синдрому раптової дитячої смерті (СРДС).  Однак, інше дослідження показало, що сповивання збільшує ризик синдрому раптової смерті дитини (СРДС).  Крім того, нові дані свідчать про те, що певні техніки сповивання можуть збільшити ризик розвитку дисплазії кульшового суглоба . 
Види сповивання:
Туге сповивання. Вид замотування, який найчастіше практикували наші бабусі. Дітей у пелюшечки завертали таким чином, що вони нагадували кокони. Дитяповністю обмежувалося в рухах, хоча туго замотувати немовлят допустимо лище до двох місяців життя.
Сповивання з голівкою. Різновид тугого сповивання, який раніше використовувався в пологових будинках. Досить складно акуратно замотати немовляти з головою, до того ж зараз є маса красивих чіпців і шапок.
Вільне сповивання. У пелюшку загорнуті дитячі ручки та ніжки, проте є можливість рухати кінцівками. Альтернативою такому сповиванню може бути конвертик або дитячий спальний мішок.
Сповивання без ручок. Замотуються лише ніжки, а ручки залишаються на волі. Важливо вчасно підстригати нігтики, щоб карапуз себе не подряпав або надівати на ручки рукавички-царапки під час сну.
Лікувальне або широке сповивання. Призначає лікар-ортопед при дисплазії тазостегнових суглобів та для її профілактики. При такому обмотуванні дитячі ніжки розвертають у положення «жаби».

## Походження та історія

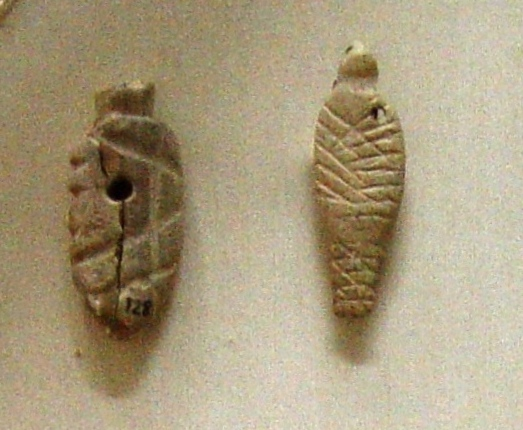
Вотивні пожертви із зображенням сповитих немовлят з Агія Тріада (о.Крит), бронзова доба, 2600-2000 рр. до н. е., Геракліон (Іракліон). Знаходяться в Археологічному музеї Іракліона на о.Крит

Автори припускають, що сповивання винайдено в епоху палеоліту.    Найдавніші зображення сповитих немовлят – це вотивні дари та похоронні речі з Криту та Кіпру, вік яких від 4000 до 4500 років.
У гробницях давньогрецьких та римських жінок, котрі померли під час пологів, знайдені вотивні статуетки, що зображують немовлят у пелюшках. У святилищах, присвячених Амфіараю, розкопані моделі немовлят, загорнутих у пелюшки. Очевидно, їх часто дарували як подяку стурбовані матері, коли їхні немовлята одужували після хвороби. 
Один з найдавніших записів про сповивання знаходитмо в Новому Завіті, де йдеться про народження Ісуса, в Євангелії від Луки 2:6-2:7:
"І так це було, що, перебуваючи там, настали дні для її визволення. І вона породила свого первістка, сповила його та поклала його в ясла; бо в корчмі не було для них місця".
Сповивання, описані в Біблії, відбувалися за допомогою тканини разом зі зв'язаними смужками, схожими на бинт. Після народження немовляти пуповину перерізали та перев’язували, а потім дитину мили, натирали сіллю та олією, а потім обгортали смужками тканини. Це дозволяло зігрівати новонароджену дитину,а також існувало повір'я, що вони забезпечують прямий ріст кінцівок дитини. [[|]] Ezekiel16:4 Ізраїль описується як несповитий, що є метафорою покинутості. 

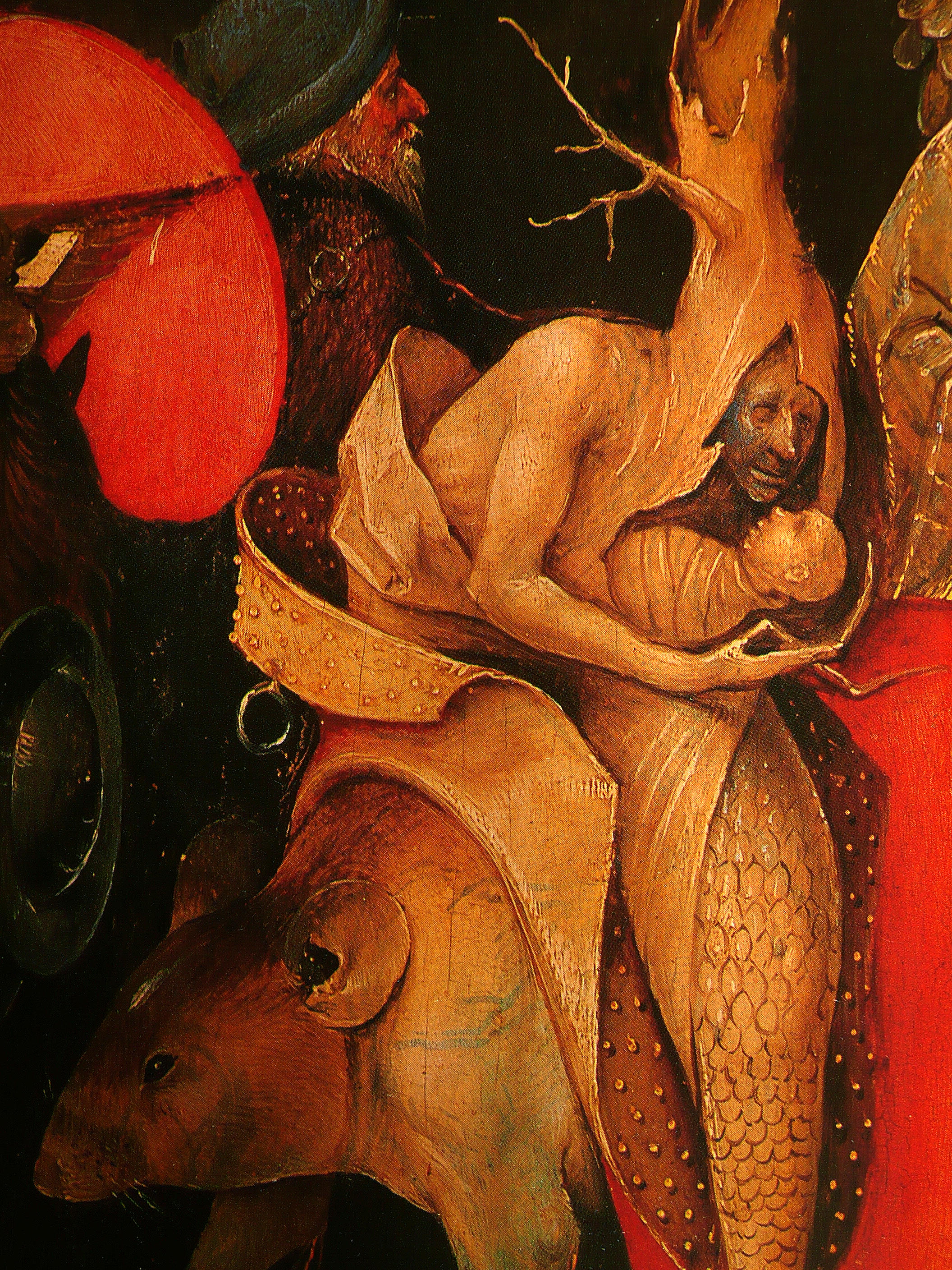
Дитина, сповита смужками такинини, і поряд "погана" мати, 1505–1510, фрагмент з картини «Спокуса святого Антонія» Ієроніма Босха (бл. 1450–1516). Національний музей мистецтв Антига, Лісабон

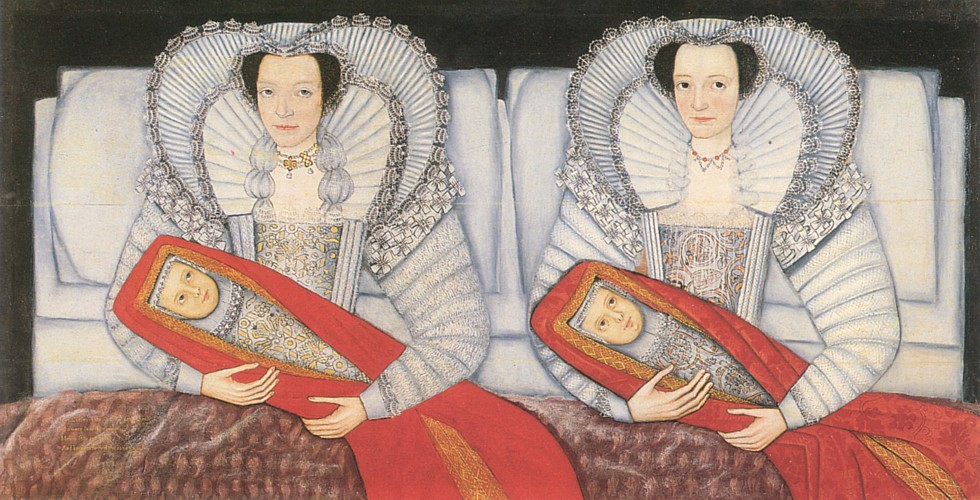
Пані Чолмонделі та їхні сповиті малюки. бл.1600–1610 рр.

За часів Тюдорів сповивання включало обгортання новонародженої дитини лляними стрічками з голови до ніг, щоб не завдати дитині фізичних деформацій тіла. До чола та плечей кріпили пов'язку для фіксації голови. Немовлят сповивали таким способом від народження до досягнення ними 8 або 9 місяців. 
Швейцарський хірург Фелікс Вюрц (бл. 1500 – бл. 1598) був першим, хто відкрито критикував певні чинники сповивання: 
"Я також бачив рівних і прямих дітей, створених Богом і народжених у цей світ людьми, які, проте, стали згорбленими та кульгавими людьми, котрі так і не отримали прямих і здорових стегон... Крім того, я, наприклад, дозволив дитину покласти і зв'язати, щоб я міг бачити, як її сповивають. І тоді дійсно побачив, де все пішло не так... Однак, через непорозуміння, вони хотіли зв'язати її прямо, але насправді вони зв'язують її зігнутою і міцно затягують пов'язки так, що дитина не може бути вільною у своїх рухах"
У XVII столітті наукова думка щодо сповивання почала поступово видозмінюватися. Існував зв'язок між нехтуванням сповивання, особливо щодо годувальниць, які залишали немовлят під своєю опікою на тривалий час, не миючи та не втішаючи їх.  Через понад сто років після Вюрца лікарі та філософи з Англії почали відкрито критикувати сповивання і зрештою вимагали його повного скасування. Британський філософ Джон Локк (1632–1704) у своїй публікації 1693 року «Деякі думки щодо освіти» відкинув сповивання, ставши лобістом ідеї взагалі не зв’язувати чи обмотувати немовлят.  Ця думка була досить суперечливою в той час, але поступово набувала поширення спочатку в Англії, а пізніше в інших країнах Західної Європи.
Вільям Кадоган (1711–1797), здається, був першим лікарем, який виступав за повну відмову від сповивання. У своєму «Есе про медсестринство» 1748 року він висловив думку щодо поміркованого догляду за дітьми, їхнього сповивання, прблеми надто великої кількості одягу для немовлят та перегодовування. Він писав:

"Але окрім шкоди, що виникає через вагу та спеку через ці пелюшки, які так туго обмотують (стискують) тіло немовляти, що її кишечник не має місця, а кінцівки не мають свободи рухатися та напружуватися так вільно, як вони цього потребують. Це дуже шкідлива обставина, бо кінцівки, які не використовуються, ніколи не будуть міцними, а такі ніжні тіла не можуть витримувати великого тиску."

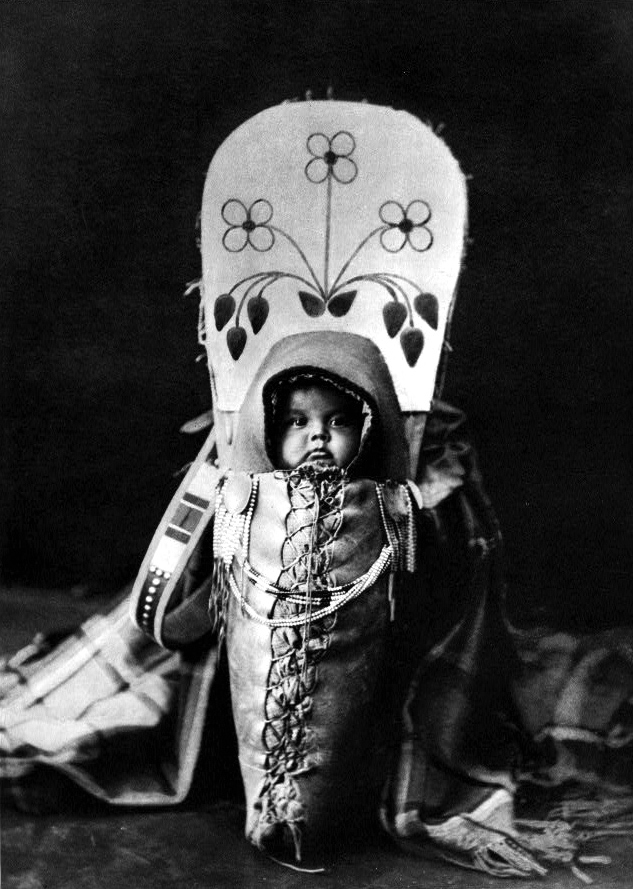
Дитина корінного американця племені нез-персе, 1911 рік

Філософи та лікарі у 18 столітті дедалі більше почали продвигати ідею щодо відмови від сповивання. Жан Жак Руссо писав у своїй книзі «Еміль, або про виховання» 1762 року:
"Дитина ледве вийшла з материнської лона, ледве почала рухатися та розгинати кінцівки, а натомість її стискують нові пути. Спочатку сповивають у пелюшки, кладуть з фіксованою головою, витягнутими ногами та руками вздовж боків; потім обмотують білизною та всілякими бинтами, щоб вона не могла рухатися […]. Звідки походить цей нерозумний звичай? З неприродної практики. Оскільки матері зневажають свій головний обов'язок і не бажають годувати власних дітей, їм доводиться довіряти їх найманим жінкам. Таким чином, ті  стають "матерями" для чужих дітей, які за своєю природою так мало для них значать, що вони прагнуть лише уникнути клопіт. За дитиною, яку не сповивають, потрібен постійний нагляд; добре сповиту її кидають у кут, а її крики ігноруються […]. Чомусь стверджують, що немовлята, яких залишають не сповитими, тобто вільними, прийматимуть неправильні пози та робитимуть рухи, які можуть зашкодити правильному розвитку їхніх кінцівок. Це одне з марних обґрунтувань наших хибних звичаїв, які спростовуються попереднім досвідом. Серед безлічі дітей, котрі виростають, повноцінно використовуючи свої кінцівки серед народів, мудріших за нас, ви ніколи не знайдете жодного, хто б завдав собі шкоди чи калічив себе; їхні рухи надто слабкі, щоб бути небезпечними, і коли вони приймають небезпечну позу, то спричинений біль змушує їх прийнятти інше положення".
Хоча прийом сповивання втратив свою популярність у західному світі, натомість більшість східних культур та племен досі користуються ним. 

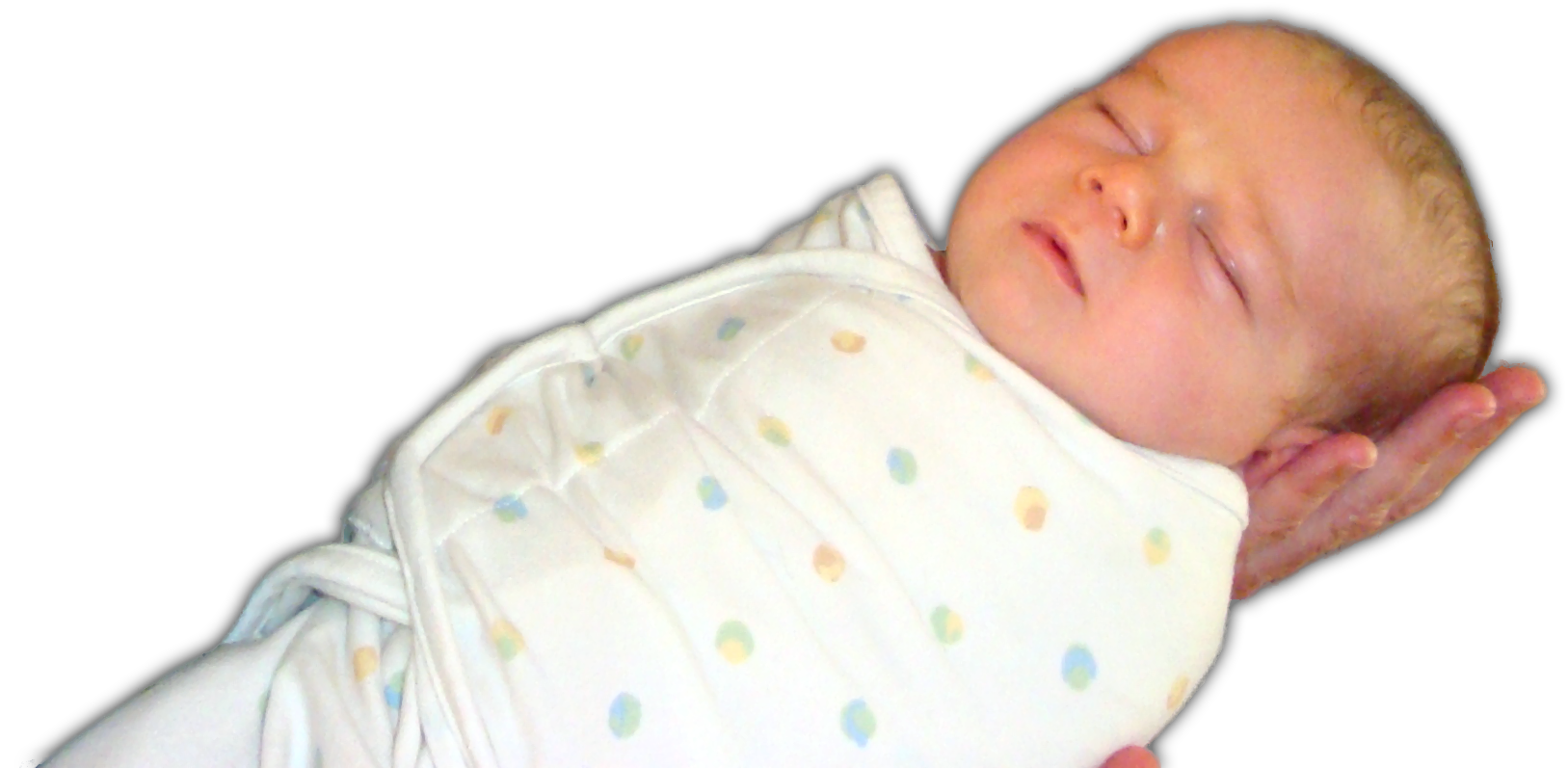
Сучасний метод сповивання

На середньовічних картинах із зображенням Мадонни з немовлям, сповитих смужками тканин, тепер замінені на світлини із бавовняними ковдрами для приймання дітей, бавовняними мусліновими пелюшками або спеціалізованими дитячими пелюшками з «крилами». Сучасне сповивання набирає більшої популярності як засіб заспокоєння дратівливих немовлят і з метою для довшого сну з меншою кількістю пробуджень. З початку 1990-х років медична спільнота рекомендує класти немовлят спати на спину, щоб зменшити ризик синдрому раптової дитячої смерті (СРДС). Оскільки сповиті діти краще сплять у положенні на спині, тому сповивання стає дедалі популярнішим та навіть рекомендованим, щоб батьки уникали небезпечного положення для сну на животі. Сповивання також запобігає самопробудженню новонароджених за допомогою рефлексу Моро. 
Малюкові може противитися сповиванню, якщо використовувати ковдру замалого розміру. Важливо, щоб тканина чи ковдра не були розхистані, а дитина залишалася загорнутою під час сну. Сповивання дитини може спричини перегрів, якщо доглядальниця використовує кілька занадто товстих ковдр або товсту пухнасту тканину, що створює надмірну теплоізоляцію. 
Сучасні спеціалізовані дитячі пелюшки розроблені таким чином, щоб сповивати дитину було простіше, на відміну від традиційної квадратної ковдри. Зазвичай це тканинні рядна у формі трикутника, літери «Т» або «Y» з «крилами», які складаються навколо тулуба дитини, опускаються на плечі дитини чи кладуться під немовлям. Деякі з цих виробів використовують липучки або інші застібки. Деякі батьки віддають перевагу спеціалізованому пристрою через відносну простоту використання або ж віддають перевагу великій квадратній ковдрі чи пелюшці для прийому дітей, оскільки вони можуть отримати щільнішу та індивідуальну посадку, а дитина не переросте ковдру.
Щоб уникнути ризику дисплазії кульшового суглоба, сповивання слід проводити таким чином, щоб дитина могла вільно рухати ніжками в стегнах.  Це легше зробити за допомогою великої ковдри, яка може утримувати руки на місці, водночас забезпечуючи гнучкість ніг, і все це сприяючи правильному розвитку стегон.
До того часу, як дитина навчиться перевертатися, часто приблизно у 4–5 місяців, батьки та опікуни повинні перевести дитину з пеленання на менш обмежувальне покриття для сну. Якщо дитина може перевертатися, то важливо, щоб вона могла використовувати свої руки та ручки, щоб регулювати положення голови після перевертання. Традиційне сповивання використовує плоскі нитки для прив'язування немовлят; потрібно бути обережним, щоб не зав'язувати їх занадто сильно, інакше кровотік буде обмежений.

### Регіональні відмінності
Не зважаючи на застереження, сповивання досі практикується в усьому світі.  У деяких країнах воно залишається стандартним методом лікування немовлят. Наприклад, у Туреччині 93,1% усіх немовлят сповивають традиційним способом.  Згідно з даними Фонду людських відносин (HRAF), у 39% усіх задокументованих сучасних неіндустріалізованих культур використовується практика сповивання; ще 19% застосовують інші методи обмеження рухів немовлят.  Деякі автори припускають, що популярність сповивання зростає в США, Великій Британії та Нідерландах.  Британське дослідження показало, що 19,4% немовлят сповивають уночі.  Німецькі батьки сповивання не використовується як рутинний засіб догляду. Наприклад, у стандартній роботі Папусека  про регуляторні порушення взагалі не згадується сповивання.

### Розвиток моторики
Два дослідження, проведені серед корінних народів Америки, не показали уповільнення початку ходьби, спричиненої обмеженням використання колиски.  У період розвитку моторики явні затримки розвитку проявляються навіть за наявності незначних обмежень. Дослідження японських науковців доводять, що використання кошика-колиски (ejiko) призводить до уповільнення початку ходьби.  Давніші дослідження австріців визначили, що у албанських немовлят, спостерігалася затримка здатності повзати та дотягуватися до речей руками.  Це свідчить про необхідність подальшого суттєвого наукового роз'яснення щодо порушення моторних навичок під час сповивання.

### Синдром раптової смерті немовлят
Як впливає сповивання на синдром раптової дитячої смерті (СРДС), досі викликає протиріччя.  У 2016 році виявлені попередні докази того, що сповивання збільшує ризик синдрому раптової дитячої смерті (СРДС), особливо серед немовлят, яких кладуть на живіт або на бік під час сну. 
У процесі сповивання немовля варто класти на спину, щоб запобігти синдрому раптової дитячої смерті (СРДС). Саме сповивання не розглядається як захисний фактор для синдрому раптової дитячої смерті (СРДС)): збільшується ризик, коли немовлята сплять у положенні на животі, і навпаки зменшується, якщо вони сплять на спині.  

### Задокументовані негативні наслідки
Кілька емпіричних досліджень доводять негативний вплив сповивання:
- Сповивання, особливо традиційні форми, збільшує ризик розвитку дисплазії кульшового суглоба. [16]
- Щільне сповивання, особливо там, де покрита голова, знижує здатність дитини охолоджувати температуру тіла, що може призвести до гіпертермії.  В одному випадку дитина, яку сильно загорнули, померла від гіпертермії.
- В одному дослідженні ризик розвитку респіраторних інфекцій збільшився в чотири рази при сповиванні.
- Педіатр виявив у своєму зразку сплющення потиличної частини голови немовлят, яких щільно загортали та вони лежали у своїх традиційних колисках.
- Туге сповивання грудної клітки або пеленання пов'язане з підвищеним ризиком розвитку пневмонії. Традиційне туге сповивання імітує гамівну сорочку та не дає дитині рухати ручками, щоб самостійно влаштуватися.
- У найважливішому сучасному дослідженні практики сповивання в пологових відділеннях, проведеному Бистровою та ін., показано, що сповивання в перші години після народження пов'язане з уповільненим відновленням післяпологової втрати ваги.  Позитивний вплив на одужання надає прямий контакт «шкіра до шкіри» між матір’ю та дитиною протягом кількох годин після народження.  Було показано, що контакт «шкіра до шкіри» зменшує вплив стресу від народження, причому немовлята краще підтримують температуру тіла, ніж ті, кого сповивали в дитячому садку.
- Інше дослідження Бистрової також вказує на те, що материнська поведінка розвивається менше в умовах сповивання, а взаємність у діаді мати-дитина знижується.

## Нотатки
1. 1 2  
Gerard, Claudia M.; Kathleen A. Harris; Bradley T. Thach (6 грудня 2002). Spontaneous Arousals in Supine Infants While Swaddled and Unswaddled During Rapid Eye Movement and Quiet Sleep. Pediatrics. 110 (6): e70. doi:10.1542/peds.110.6.e70. PMID 12456937.
2. ↑  hipdysplasia.org [Архівовано 2011-08-19 у Wayback Machine.].
3. ↑  Phillips, Eustace Dockray (1965). The royal hordes: Nomad peoples of the steppes. Library of the early civilizations. McGraw-Hill Book Company. с. 15.
4. ↑  DeMause, Lloyd (2002). The Emotional Life of Nations. New York: Karnac. с. 328. ISBN 978-1-892746-98-6. Архів оригіналу за 5 лютого 2007. Процитовано 27 лютого 2007.
5. ↑  DeMeo, James (2006). Saharasia: The 4000 BCE Origins of Child Abuse, Sex-Repression, Warfare and Social Violence, In the Deserts of the Old World (вид. Revised Second). Natural Energy Works. ISBN 978-0-9621855-5-7.
6. ↑  
Thompson, Charles John S. (March 1922). Greco-Roman votive offerings for health in the Wellcome Historical Medical Museum. Health.
7. ↑  
. ISBN 978-0-8028-3784-4. {{cite encyclopedia}}: Пропущений або порожній |title= (довідка)
8. ↑  
Sim, Alison (1998). The Tudor Housewife. McGill-Queen's Press. с. 26. ISBN 978-0-7509-3774-0.
9. ↑  Вюрц (1612), с. 714 і далі.
10. ↑  DeMause, Lloyd (2002). The Emotional Life of Nations. Other Press. с. 322. ISBN 978-1-892746-98-6. Архів оригіналу за 5 лютого 2007. Процитовано 27 лютого 2007.
11. ↑  Кадоган (1748), с. 10.
12. ↑  
van Gestel, Josephus Petrus Johannes; Monique Pauline L’Hoir; Maartje ten Berge; Nicolaas Johannes Georgius Jansen; Frans Berend Plötz (6 грудня 2002). Risks of Ancient Practices in Modern Times. Pediatrics. 110 (6): e78. doi:10.1542/peds.110.6.e78. PMID 12456945.
13. ↑  Swaddling your baby. Архів оригіналу за 17 вересня 2007.
14. ↑  Moon RY, Fu L (July 2012). Sudden infant death syndrome: an update. Pediatrics in Review. 33 (7): 314—20. doi:10.1542/pir.33-7-314. PMID 22753789.
15. ↑  Pease, A. S.; Fleming, P. J.; Hauck, F. R.; Moon, R. Y.; Horne, R. S. C.; Lhoir, M. P.; Ponsonby, A.-L.; Blair, P. S. (2016). Swaddling and the Risk of Sudden Infant Death Syndrome: A Meta-analysis. Pediatrics. 137 (6): e20153275. doi:10.1542/peds.2015-3275. PMID 27244847.
16. ↑  Torjesen, I. (2013). Swaddling increases babies' risk of hip abnormalities. BMJ. 347: f6499. doi:10.1136/bmj.f6499.

### Покликання
- Adolph, Karen E.; Karasik (Vishnevetsky), Lana B.; Tamis-LeMonda, Catherine S. (2010). Moving Between Cultures: Cross-Cultural Research on Motor Development. In: Marc H. Bornstein (Hg.). Handbook of cross-cultural developmental science, Vol. 1, Domains of development across cultures. New York. (pp. 61–88)
- Akman, Alp; Korkmaz, Ayşe; Aksoy, M. Cemalettin; Yazici, Muharrem; Yurdakök, Murat, Tekinalp, Gülsevin (2007). Evaluation of risk factors in developmental dysplasia of the hip: results of infantile hip ultrasonography. In: The Turkish Journal of Pediatrics, 49, pp. 290–294.
- Bacon, C. J.; Bell, S. A.; Clulow, E E; Beattie, A. B. (1991). How mothers keep their babies warm. Archives of Disease in Childhood, 66, pp. 627–632.
- Blair, Peter S.; Sidebotham, Peter; Evason-Coombe, Carol; Edmonds, Margaret; Fleming, Peter. (2009). Hazardous cosleeping environments and risk factors amenable to change: case-control study of SIDS in south west England. British Medical Journal, 339, b3666.
- BMJ 2009;339:b3666 doi:10.1136/bmj.b3666 yo
- Bloch, Aaron (1966). The Kurdistani Cradle Story: A Modern Analysis of This Centuries-Old Infant Swaddling Practice. In: Clinical Pediatrics, 5, 641–645.
- Bromiley, Geoffrey W. (1995). "Swaddling". The International Standard Bible Encyclopedia (reprint, revised ed.). Wm. B. Eerdmans Publishing Co. pp. 670. ISBN 978-0-8028-3784-4. books.google.com Retrieved 12/15/2009.
- Bystrova, Ksenia; Widström, Ann-Marie; Matthiesen, Ann-Sofi; Ransjö-Arvidson, Anna-Berit; Welles-Nyström; Barbara, Vorontsov, Igor; Uvnäs-Moberg, Kerstin (2003). Skin-to-skin contact may reduce negative consequences of "the stress of being born": a study on temperature in newborn infants, subjected to different ward routines in St. Petersburg. In: Acta Pædiatr, 92, pp. 320–326.
- Bystrova, Ksenia; Widström, Ann-Marie; Matthiesen, Ann-Sofi; Ransjö-Arvidson, Anna-Berit; Welles-Nyström; Barbara, Vorontsov, Igor; Uvnäs-Moberg, Kerstin (2007 a). The effect of Russian Maternity Home routines on breastfeeding and neonatal weight loss with special reference to swaddling. In: Early Human Development, 83, pp. 29–39.
- Bystrova, Ksenia; Widström, Ann-Marie; Matthiesen, Ann-Sofi; Ransjö-Arvidson, Anna-Berit; Welles-Nyström; Barbara, Vorontsov, Igor; Uvnäs-Moberg, Kerstin (2007 b). Early lactation performance in primiparous and multiparous women in relation to different maternity home practices. A randomised trial in St. Petersburg. In: International Breastfeeding Journal, 2, pp. 9-23.
- Bystrova, Ksenia (2008). Skin-to-skin contact and early suckling in the postpartum: effects on temperature, feeding and mother-infant interaction. Stockholm.
- Cadogan, William (1748). An essay upon nursing and the management of children from their birth to three years of age. London.
- Caglayan, Suat; Yaprak, Isin; Seçkin, Ebru; Kansoy, Savas; Aydinlioglu Halil (1991). A different approach to sleep problems of infancy: swaddling above the waist. In: The Turkish Journal of Pediatrics, 33, pp. 117–120.
- Chaarani, M.W.; Al Mahmeid, M.S.; Salman, A.M. (2002). Developmental dysplasia of the hip before and after increasing community awareness of the harmful effects of swaddling. In: Qatar Medical Journal, 11 (1), pp. 40–43.
- Cheng, Tina L.; Partridge, J. Colin (1993). Effect of Bundling and High Environmental Temperature on Neonatal Body Temperature. In: Pediatrics, 92, pp. 238–240.
- Chisholm, James S. (1983). Navajo infancy: an ethological study of child development. New York.
- Danzinger, Lotte, Frankl, Liselotte (1934). Zum Problem der Funktionsreifung: erster Bericht über Entwicklungsprüfungen an albanischen Kindern. In: Zeitschrift für Kinderforschung, 43, pp. 219–254.
- DeMause, Lloyd (2002). The Emotional Life of Nations. Other Press. p. 322. ISBN 978-1-892746-98-6.
- DeMeo, James (2006). Saharasia: The 4000 BCE Origins of Child Abuse, Sex-Repression, Warfare and Social Violence, In the Deserts of the Old World (Revised Second ed.). Natural Energy Works. ISBN 978-0-9621855-5-7.
- Dennis, Wayne (1940 a). Infant Reaction to Restraint: An Evaluation of Watson's Theory. In: Transactions of the New York Academy of Sciences, 2 (2), pp. 202–219.
- Dennis, Wayne (1940 b). The Hopi Child. New York.
- Fearon, Isabel; Kisilevsky, Barbara; Mains, Sylvia; Muir, Darwin W.; Tranmer, Joan. (1997). Swaddling After Heel Lance: Age-Specific Effects on Behavioral Recovery in Preterm Infants. In: Journal of Developmental and Behavioral Pediatrics, 18 (4), pp. 222–232.
- Franco, Patricia; Seret, Nicole; van Hees, Jean-Noël; Scaillet, Sonia; Groswasser, José; Kahn, André (2005). Influence of Swaddling on Sleep and Arousal Characteristics of Healthy Infants: Pediatrics, 115, 1307–1311.
- Frenken, Ralph (2011 a). Gefesselte Kinder: Geschichte und Psychologie des Wickelns. Wissenschaftlicher Verlag Bachmann. Badenweiler.
- Frenken, Ralph (2011 b). Psychology and history of swaddling: Part two – The abolishment of swaddling from the 16th century until today. In: The Journal of Psychohistory, 39 (3), p. 219-245.
- Gerard, Claudia, Harris, Kathleen A., Thach, Bradley T., (2002 a). Spontaneous Arousals in Supine Infants While Swaddled and Unswaddled During Rapid Eye Movement and Quiet Sleep: Pediatrics, 110, pp. e70-e77
- Gerard, C. M.; Harris, K. A.; Thach, B. T. (2002). Spontaneous Arousals in Supine Infants While Swaddled and Unswaddled During Rapid Eye Movement and Quiet Sleep. Pediatrics. 110 (6): e70. doi:10.1542/peds.110.6.e70. PMID 12456937.
- Gerard, Claudia M.; Harris Kathleen A., Thach, Bradley T. (2002 b). Physiologic studies on swaddling: An ancient child care practice, which may promote the supine position for infant sleep. Journal of Pediatrics, 141, pp. 398–404.
- Gilbert, R., Rudd, P; Berry, P. J.: Fleming, P. J.; Hall, E.; White, D. G.; Oreffo, V. O., James, P.; Evans, J. A. (1992). Combined effect of infection and heavy wrapping on the risk of sudden unexpectedinfant death. In: Archives of Disease in Childhood, 67, pp. 171–177.
- Gilbert, R. (1994). The changing epidemiology of SIDS. In: Archives of Disease in Childhood, 70, pp. 445–449.
- Kennell, J. H.; McGrath, S.K. (2003). Beneficial effects of skin-to-skin contact. In: Acta Paediatrica, 92, pp. 272–273.
- Kremli, Mamoun K.; Alshahid, Ahmed H.; Khoshhal, Khalid I.; Zamzam, Mohammed M. (2003). The pattern of developmental dysplasia of the hip: In: Saudi Medical Journal, 24 (10), pp. 1118–1120.
- Kutlu, Abdurrahman; Memik, Recep; Mutlu, Mahmut; Kutlu, Ruhusen; Arslan, Ahmet (1992). Congenital Dislocation of the Hip and Its Relation to Swaddling Used in Turkey. In: Journal of Pediatric Orthopaedics, 12, pp. 598–602.
- Lipton, Earle L., Steinschneider, Alfred, Richmond, Julius B. (1965). Swaddling, a Child Care Practice: Historical, Cultural, and Experimental Observations: Pediatrics, 35, pp. 521–567.
- Long, Tony (2007). Adding swaddling to behaviour modification in infant care did not reduce excessive crying in healthy infants <13 weeks of age at randomisation. Evidence Based Nursing,10, p. 42.
- Long, T. (2007). Adding swaddling to behaviour modification in infant care did not reduce excessive crying in healthy infants <13 weeks of age at randomisation. Evidence-Based Nursing. 10 (2): 42. doi:10.1136/ebn.10.2.42. PMID 17384094. S2CID 32511252.
- McNamara, F.; Lijowska, A. S.; Thach, B. T. (2002). Spontaneous arousal activity in infants during NREM and REM sleep. The Journal of Physiology. 538 (Pt 1): 263—9. doi:10.1113/jphysiol.2001.012507. PMC 2290006. PMID 11773333.
- Mafart, B.; Kéfi, R.; Béraud-Colomb, E. (2007). Palaeopathological and Palaeogenetic Study of 13 Cases of Developmental Dysplasia of the Hip with Dislocation in a Historical Population from Southern France. In: International Journal of Osteoarchaeology, 17, pp. 26–38.
- Mahan, Susan T.; Kasser, James R., (2008). Does Swaddling Influence Developmental Dysplasia of the Hip? Pediatrics, 121, pp. 177–178.
- Meyer, L. E.; Erler, T. (2009). Schlafqualität bei Säuglingen: Polysomnographisch gestützter Vergleich unter Wickel-(Swaddling-) Bedingungen. In: Somnologie, 13, pp. 24–28.
- Nelson, Edmund Anthony Severn; Schiefenhoevel, Wulf; Haimerl, Felizitas (2000). Child Care Practices in Nonindustrialized Societies. In: Pediatrics, 105, p. e75.
- Odent, Michel (12/23/2007). "The Future of Suicide". Birth Works, Inc. birthpsychology.com Retrieved 12/15/2009.
- Papousek, Mechthild; Schieche, Michael; Wurmser, Harald (Eds.) (2004) Regulationsstörungen der frühen Kindheit. Frühe Risiken und Hilfen im Entwicklungskontext der Eltern-Kind-Beziehungen. Bern.
- Richardson, Heidi L.; Walker, Adrian M.; Horne, Rosemary (2009). Minimizing the Risks of Sudden Infant Death Syndrome: To Swaddle or Not to Swaddle? In: The Journal of Pediatrics, 155, 475–481.
- Short, Mary A.; Brooks-Brunn, Jo Ann, Reves, Deborah S.; Yeager, Janet, Thorpe, Jean Ann (1996) The Effects of Swaddling Versus Standard Positioning on Neuromuscular Development in Very Low Birth Weight Infants. In: Neonatal Network, 15 (4). pp. 25–31.
- Sim, Alison (1998). The Tudor Housewife. McGill-Queen's Press. pp. 26. ISBN 978-0-7509-3774-0.
- Task Force on Infant Sleep Position and Sudden Infant Death Syndrome (2000). Changing concepts of Sudden Infant Death Syndrome: Implications for infant sleeping environment and sleep position. In: Pediatrics, 105 (3), pp. 650–656.
- Thach, Bradley T. (2009). Does Swaddling Decrease or Increase the Risk for Sudden Infant Death Syndrome? In: The Journal of Pediatrics, 155, pp. 461–462.
- Thompson, Charles John S. (March 1922). "Greco-Roman votive offerings for health in the Wellcome Historical Medical Museum". Health (Wellcome Library, London, UK: Hazell, Watson and Viney).
- Archives.wellcome.ac.uk
- Van Gestel, Josephus Petrus Johannes, L’Hoir, Monique Pauline, ten Berge, Maartje, Jansen, Nicolaas Johannes Georgius, Plötz, Frans Berend (2002). Risks of Ancient Practices in Modern Times. In: Pediatrics, 110, pp. 78–88.
- Van Sleuwen, B. E.; L’Hoir, M. P.; Engelberts, A. C.; Westers, P.; Schulpen, T. W. J. (2003). Infant care practices related to cot death in Turkish and Moroccan families in the Netherlands. In: Archives of Disease in Childhood, 88, pp. 784–788.
- Van Sleuwen, B. E., L’Hoir, M. P.; Engelberts, A. C.; Busschers, W. B.; Westers, P.; Blom, M. A. et al. (2006). Comparison of behavior modification with and without swaddling as interventions for excessive crying. In: Journal of Pediatrics, 149 (4), pp. 512–517.
- Van Sleuwen, Bregje E.; Engelberts, Adèle C.; Boere-Boonekamp, Magda M.; Kuis, Wietse, Schulpen, Tom W.J.; L'Hoir, Monique P. (2007). Swaddling: A Systematic Review. In: Pediatrics, 120, pp. e1097-e1106.
- Würtz, Felix (1612). Kinderbüchlein. In: Felix Würtz. Wund-Artzney. Basel. p. 674-730. (First edition 1612, printed 1675): Felix Wuertzen / Weiland des berühmten Wundarztes zu Basel Wund-Artzney / darinnen allerhand schädliche Missbräuche (...).
- Young Holliday, Diane (2005). Occipital lesions: A possible cost of cradleboards. In: American Journal of Physical Anthropology, 90 (3), pp. 283–290.
- Yurdakok, Kadrye; Yavuz, Tuna; Taylor, Carl E. (1990). Swaddling and Acute Respiratory Infections. In: American Journal of Public Health, 80 (7), pp. 873–875.

## Зовнішні посилання
- Пелюшки в Музеї дитинства Вікторії та Альберта
- Теракотова фігурка сповитого немовляти в Королівському музеї мистецтва та історії, Брюссель
- Серія фотографій сповивання немовлят 18 століття, Шерон Енн Бернстон